# Liechtensteiner Heimatdienst

Logo des Liechtensteiner Heimatdienstes

Der Liechtensteiner Heimatdienst (LHD) war eine politische Bewegung, die sich gegen den Parteienstaat wandte und für die Umwandlung Liechtensteins in einen Ständestaat eintrat. Während der Zeit seiner Existenz blieb der Heimatdienst jedoch relativ erfolglos und konnte nur einen geringen Teil der Bevölkerung für sich gewinnen.

## Geschichte
Der Liechtensteiner Heimatdienst wurde am 1. Oktober 1933 in Vaduz gegründet und war teilweise von dem Österreichischen Heimatdienst und der Vorarlberger Heimwehr inspiriert. Die in den 1930er Jahren in Vorarlberg und ganz Österreich aufkommenden Ideen des Ständestaates wirkten sich damit auch auf Liechtenstein aus. Bereits Ende 1933 verliessen Parteipräsident Eugen Schafhauser, der auch die treibende Kraft hinter der Gründung des Liechtensteiner Heimatdienstes gewesen war, und einige andere der 15 Gründungsmitglieder den Heimatdienst, da sich dieser zunehmend nationalsozialistischem und antisemitischen Gedankengut zuwandte. Obgleich der Heimatdienst von den Vorarlberger Organisationen inspiriert war und einige Ideen übernahm, hatte er mehr Gemeinsamkeiten mit der Schweizer Frontenbewegung.
Am 9. Dezember 1934 hielten Anhänger des Heimatdienstes eine grössere Demonstration in Vaduz ab und forderten den Rücktritt der Regierung sowie Neuwahlen.
Anfang 1935 begann der Heimatdienst mit der Christlich-sozialen Volkspartei (VP) zusammenarbeiten. Als «Nationale Opposition» bemühten sie sich das bisherige Majorzverfahren bei den Landtagswahlen durch die Proporzwahl zu ersetzen. Am 5. Januar 1936 fusionierte der Heimatdienst mit der erheblich mitgliederstärkeren Volkspartei zu der Vaterländischen Union (VU). Während es nun in der neu entstandenen Partei einigen ehemaligen Führungsmitgliedern des Heimatdienstes, wie unter anderem Otto Schaedler oder Alois Vogt, gelang wichtige Positionen einzunehmen, konnten sich die politischen Ansichten des Heimatdienstes nicht durchsetzen. Das Programm der Vaterländischen Union orientierte sich grösstenteils an der Volkspartei.
Einige enttäuschte ehemalige Mitglieder des Heimatdienstes wurden später in der Volksdeutschen Bewegung in Liechtenstein aktiv.

## Organisation
Ursprünglich von 15 Männern gegründet, besass der Heimatdienst während seines Bestehens bis zu 300 Mitglieder. Ungefähr 200 davon gehörten dem Sturmtrupp, einer innerhalb des Heimatdiensts existierenden Jungmannorganisation, an. Der Sturmtrupp orientierte sich in Gestik und Symbolik an der Sturmabteilung (SA) der NSDAP.
Vom 14. Oktober 1933, zwei Wochen nach seiner Gründung, bis 1935 veröffentlichte der Heimatdienst eine eigene, ein- bis zweimal wöchentlich erscheinende, Zeitung mit dem Namen Liechtensteiner Heimatdienst. Stimme für heimische Wirtschaft, Kultur und Volkstum. Diese Zeitung wurde im Januar 1936 mit den Liechtensteiner Nachrichten, einem Organ der christlich-sozialen Partei, zusammengelegt und daraus die heute noch erscheinende Zeitung Liechtensteiner Vaterland gegründet.

## Historische Bewertung
Als Ausgangspunkt für die Gründung des Heimatdienstes wird zum einen die Parteiverdrossenheit in den 1930er Jahren, ausgelöst unter anderem durch Uneinigkeit zwischen den bestehenden Parteien, der Sparkassa-Affäre und der allgemein schlechten wirtschaftlichen Lage, zum anderen aus dem Ausland kommende politische Ideen betrachtet. Zeitgenössische VP-Politiker gaben der Wahlrechtsreform von 1932, die ihrer Meinung nach ein stark nachteiliges Wahlgesetz, eine Mitschuld an der Entstehung des Liechtensteiner Heimatdienstes.
Der Heimatdienst erweiterte die bis dahin aus zwei Parteien bestehende politische Landschaft Liechtensteins und sorgte als zweite Oppositionspartei und seine Ablehnung der gestehenden Ordnung für weitere politische Unruhe. Durch seine Zusammenarbeit und spätere Vereinigung mit der Volkspartei veränderte er die politische Landschaft bleibend. Gleichzeitig gelang es dem Heimatdienst nicht, Gesellschaft und politisches System wie gewünscht neuzugestalten. Dazu waren die seit 1918 gestehen Parteien schon zu tief in der Bevölkerung verwurzelt. Vielmehr wurde der Heimatdienst, anders als die im Juni 1933 gründete NSDAP-Ortsgruppe Liechtenstein, erster Ausdruck einer genuinen liechtensteinischen Bewegung, die sich später in der Volksdeutschen Bewegung fortsetzte.